# Рот, Генрих
Генрих Рот (нем. Heinrich Roth, также Henricus Rodius и Henrique Roa; 18 декабря 1620, Аугсбург — 20 июня 1668, Агра) — миссионер и один из первых исследователей санскрита.

## Биография
Родился и вырос в Аугсбурге, где его отец Конрад Рот (умер в 1637 году) работал как доктор обоих прав на князя-епископа, в 1635—1639 годах изучал риторику в университете Диллингена-на-Дунае и философию в иезуитском колледже в Инсбруке. В 1639 году он стал иезуитом в Ландсберге, в 1641—1645 годах учился в Мюнхенском университете, затем вернулся в Диллинген и начал изучение теологии, закончив в Ингольштадте в 1649 году. В том же году он был посвящён в священники в Айхштете.
От имени Франческо Пикколомини он был назначен в так называемую Эфиопскую экспедицию в Индию. Путешествуя сухопутным путём через Смирну (1650) и Исфахан, он прибыл в Гоа к 1652 году. Он сначала трудился на острове Сальсете в стороне от Гоа, где время от времени он работал как переводчик с португальского. Затем он одним из местных принцев был назначен в состав посольства, и через Уттаракханд в итоге в 1654 году достиг Могольской империи и её столицы Агры. Действуя как глава иезуитской миссии в Агре с 1659 года, он оказался вовлечён в противостояние с Шах Джаханом и Аурангзебом.
После изучения персидского языка, каннада и хиндустани Рот в Агре также в течение нескольких лет приобрел глубокое знание классической санскритской грамматики и литературы от местных пандитов. Французский исследователь и философ Франсуа Бернье, который познакомился с ним в эти годы, ценил его как отличного знатока культуры и религий Индии.
В 1662 году, объединившись с иезуитом Йоханном Грюбером, который возвращался из Китая, Рот вернулся в Европу по сухопутному пути, через Кабул, и прибыл в Рим в феврале 1664 года. Атанасиус Кирхер в своем монументальном труде «China illustrata» опубликовал их путевые заметки, описание Ротом санскритского алфавита и выдержки из некоторых других работ иезуита. Отправившись на север Германии, Рот прочитал несколько лекций в Нойбурге по истории и культуре империи Моголов, отрывки из которых впоследствии были опубликованы. В Вене Рот преуспел в получении финансовой поддержки от императора Леопольда I для публикации своей санскритской грамматики, которую завершил в Агре в 1660 году, но проект был приостановлен генералом Общества Иисуса Джованни Паоло Олива.
Возглавив по приказу Оливы иезуитскую миссию в Непал, Рот двинулся в Азию через Константинополь и Сурат, вернувшись в Агру в 1666 году, где и умер в 1668 году до того, как сумел выступить с миссией в Непал. Часть его могилы все ещё можно увидеть в капелле в Лашкарпуре, пригороде Агры.
Санскритская грамматика Рота, законченная им в Агре в 1660 году, была написана на латинском языке и носила название «лат. Grammaticca linguae Sanscretanae Brachmanum Indiae Orientalis». Её рукопись до сих пор хранится в Национальной Центральной библиотеке в Риме. Другие труды иезуита представляют собой исследования алфавитов хиндустани и деванагари, веданты и Вишну. Также в Королевской библиотеке Бельгии в Брюсселе хранятся 35 писем, написанных Ротом из Индии и во время путешествия в Европу.

### Издания работ Рота
- Arnulf Camps/Jean-Claude Muller (Edd.), The Sanskrit grammar and manuscripts of Father Heinrich Roth, S.J. (1620—1668). Facsimile edition of Biblioteca Nazionale, Rome, Mss. Or. 171 and 172, Leiden, 1988. (includes a complete list of Roth’s surviving works and references to where parts of them have previously been printed)

### Исследования о Роте
- Arnulf Camps, The Sanskrit Grammar and Manuscripts of Father Heinrich Roth S. J. (1620—1668). Introduction. The History of his Sanskrit Manuscripts. In: Arnulf Camps, Studies in Asian mission history 1956—1998, Leiden/Boston/Köln, 2000, pp. 84-104.
- Claus Vogel, Heinrich Roth, in: Neue Deutsche Biographie 22, 2005, pp. 106 sq. (German) online
- Claus Vogel, The Jesuit missionary Heinrich Roth (1620—1668) and his burial place at Agra. In: Lars Göhler (Ed.): Indische Kultur im Kontext. Rituale, Texte und Ideen aus Indien und der Welt. Festschrift für Klaus Mylius.Wiesbaden, 2005, pp. 407—412.
- Claus Vogel, An old letter from Surat written by German Jesuit Heinrich Roth. In: Annals of the Bhandarkar Oriental Research Institute 58, 1987, pp. 609—619.
- Claus Vogel, Die Vorarbeiten des Jesuitenmissionars Heinrich Roth (1620—1668) zu einem Sanskrit-lateinischen Wörterbuch. In: Helmut Eimer (Ed.): Vicitrakusumañjali. Festschrift für Richard Othon Meisezahl anläßlich seines achtzigsten Geburtstages. Bonn, 1986, pp. 131—146. Shortened English version: Claus Vogel, The preliminary work done by Heinrich Roth (1620—1668) on a Sanskrit-Latin dictionary. In: Aligarh Journal of Oriental Studies 4, No. 1, 1987, pp. 69-74.
- Bruno Zimmel, P. Heinrich Roths SJ Expedition nach Nepal. In: Jahrbuch des Historischen Vereins Dillingen an der Donau 70, 1968, pp. 64-78 (недоступная ссылка) (German).